# Ala (bogini)
Ala – u Ibów wielka bogini-matka utożsamiana z Ziemią, jedno z trzech wielkich bóstw obok Amadiohy i Czukwu. Władczyni świata zmarłych i płodności, strażniczka moralności i sprawiedliwości. Ibowie Ezza zwią ją Ane, a Ibowie północni Ani. Jest uważana za żonę Czukwu lub Amadiohy.